# Lis (Albanië)
Lis is na de gemeentelijke herinrichting van 2015 een deelgemeente (njësitë administrative përbërëse) van de Albanese stad (bashkia) Mat. 
De deelgemeente bestaat uit de kernen Burgajet, Gjalish, Lis, Mallunxë, Shoshaj, Vinjoll en Zenisht.